# Mommy (album Be Your Own Pet)
Mommy è il terzo album in studio del gruppo punk/garage rock americano Be Your Own Pet, pubblicato il 25 agosto 2023 tramite Third Man Records. Mommy segna il primo materiale registrato dal gruppo in quasi quindici anni dopo l'uscita del loro secondo album in studio, Get Awkward e il successivo scioglimento nel 2008.
L'album è stato preceduto da tre singoli, Hand Grenade, Worship the Whip e Goodtime!, pubblicati rispettivamente il 30 marzo, 31 maggio e 28 giugno 2023.

## Tracce
1. Worship the Whip – 3:01
2. Goodtime! – 2:48
3. Erotomania – 2:06
4. Bad Mood Rising – 3:30
5. Never Again – 2:23
6. Pleasure Seeker – 3:52
7. Rubberist – 4:30
8. Big Trouble – 3:05
9. Hand Grenade – 2:57
10. Drive – 3:27
11. Teenage Heaven – 4:08